# Tratado Sino-Portugués de Pekín
El Tratado Sino-Portugués de Pekín (中葡和好通商條約 en chino) (Tratado de Amizade e Comércio Sino-Português en portugués), firmado el día 1 de diciembre de 1887, fue un tratado desigual de comercio entre el Reino de Portugal y la dinastía Qing de China.

## Firma
El 13 de agosto de 1862, se hizo un intento entre China y Portugal para firmar un tratado de comercio de Tientsin. Si el tratado no fuese ratificado en dos años, quedaría nulo. En 1864 el tratado llegó a esa condición. Portugal no tuvo otra oportunidad de firmar el segundo artículo del tratado hasta el 26 de marzo de, 1887 en Lisboa. Un emisario fue enviado de Portugal a China. El protocolo fue firmado por Sun Xuwen de la parte china y Tomás de Sousa Rosa para Portugal el 1 de diciembre de 1887.

## Interpretaciones
De acuerdo con la interpretación en portugués, la soberanía sobre Macao fue entregada a Portugal. En la interpretación de China, sólo los derechos administrativos fueron transferidos. En todo caso, las distintas interpretaciones del Tratado hoy día son irrelevantes jurídicamente, ya que los posibles derechos, soberanos o administrativos, que Portugal pudiese tener sobre Macao fueron transferidos a China el 20 de diciembre de 1999.